# Unión de las Hermanas Ursulinas de Irlanda
La Unión de las Hermanas Ursulinas de Irlanda es un congregación religiosa católica femenina, de vida apostólica y de derecho pontificio, fundada en 1978 a partir de la unión de varios monasterios irlandeses, con casa madre en Blackrock. A las religiosas de este instituto se les conoce como ursulinas de Irlanda y posponen a sus nombres las siglas I.U.U.

## Historia
La congregación tiene su origen en el monasterio de ursulinas fundado en 1771, Blackrock (Irlanda), por las ursulinas de París, con la aprobación del obispo Francis Moylan de la diócesis de Cork. En 1787, las religiosas de Blackrock fundaron la primera filial en Thurles y estos a su vez la de Waterford en 1816. Cada uno de estos monasterios seguía las constituciones de las ursulinas de París, manteniendo su autonomía. Los monasterios irlandeses no acogieron la invitación del papa León XIII de reunirse en una sola congregación, sin embargo, en 1958, iniciaron un proceso de federación, manteniendo la autonomía. Algunos monasterios de Irlanda decidieron unirse en una sola congregación religiosa, bajo la cabeza del monasterio de Blackrock, surgiendo entonces la actual Unión de las Hermanas Ursulinas de Irlanda. El decreto de unión y aprobación pontificia fue emanado el 18 de mayo de 1978, bajo el pontificado del papa Pablo VI.

## Organización
La Unión de las Hermanas Ursulinas de Irlanda es un instituto religioso de derecho pontificio y centralizado, cuyo gobierno es ejercido por una superiora general. La sede central se encuentra en Booterstown (Irlanda).
Las ursulinas de Irlanda se dedican a la educación y formación cristiana de la juventud. En 2017, el instituto contaba con 96 religiosas y 21 comunidades, presentes en Irlanda, Kenia y Reino Unido.